# Rebellion Racing
La Rebellion Racing è stata una scuderia automobilistica svizzera con sede a Romanel-sur-Lausanne. Nata nel 2010, è nota per la sua partecipazione nelle gare di durata, prevalentemente con prototipi della classe LMP1. Ha partecipato a 11 edizioni della 24 Ore di Le Mans, ottenendo come miglior risultato un secondo posto assoluto nel 2020, e si è aggiudicata due edizioni della Petit Le Mans (2012 e 2013). Inizialmente ha utilizzato prototipi Lola, per poi passare a vetture autonomamente in collaborazione con la Oreca: la Rebellion R-One prima e successivamente la Rebellion R13. Nel 2019 la scuderia ha annunciato l'accordo con la Peugeot per diventare il team ufficiale della casa automobilistica francese a partire dalla stagione 2022. Pochi mesi dopo, tuttavia, la Rebellion Corporation, azienda proprietaria della scuderia, ha annunciato la sua chiusura al termine del 2020.

## Storia
La scuderia è nata come divisione della Rebellion Corporation, holding attiva fin dal 2007 prevalentemente nel settore automobilistico che oltre alla Rebellion Racing detiene la proprietà di altre due società, la Rebellion Timepieces e la Rebellion Motors. La prima è un'azienda produttrice di orologi da polso con sede a Echandens-Denges, mentre la seconda è un'officina specializzata nella fornitura di servizi di assistenza per automobili di lusso (in particolare Ferrari, Maserati e Ford) con sede a Romanel-sur-Lausanne. A partire dal 2007 un'altra scuderia svizzera, lo Speedy Racing Team, aveva partecipato alle Le Mans Series inizialmente nelle classi gran turismo con vetture Spyker per poi passare ai prototipi con vetture Lola. Nel 2008 la scuderia si era poi alleata con la britannica Sebah Automotive. Al termine della stagione 2009 la Rebellion Corporation ha acquistato le strutture dello Speedy Racing Team e ha firmato un contratto di supporto con la Sebah Automotive, fondando così la Rebellion Racing.
Nel 2010 la Rebellion Racing e la Toyota Motorsport hanno confermato di aver raggiunto un accordo per la fornitura di motori LMP1 alla scuderia svizzera. Il piano della Rebellion era quello di partecipare due prototipi Lola motorizzati Toyota alle Intercontinental Le Mans Cup e alle Le Mans Series. Nell'ottobre 2010 Rebellion e Toyota hanno organizzato delle sessioni di test sui circuiti di Portimão e di Monteblanco. Alla guida delle sue vetture la scuderia ha confermato i suoi equipaggi della stagione precedente, composti rispettivamente da Neel Jani e Nicolas Prost e da Andrea Belicchi e Jean-Christophe Boullion. Alla 24 Ore di Le Mans 2011 la vettura numero 11, guidata dall'equipaggio composto da Neel Jani, Nicolas Prost e Jeroen Bleekemolen, si è classificata al sesto posto assoluto, risultando anche la migliore tra le automobili a benzina. La vettura numero 13, guidata da Andrea Belicchi, Jean-Christophe Boullion e Guy Smith, è stata invece costretta al ritiro dopo 190 giri.
Alle Le Mans Series, nelle quali competevano esclusivamente scuderie private, la Rebellion si è aggiudicata il titolo scuderie LMP1 con un solo punto di vantaggio sulla Pescarolo Sport. Nel finale di stagione della Intercontinental Le Mans Cup, disputatosi a Zhuhai, la Lola motorizzata Toyota guidata da Neel Jani e Nicolas Prost è stata la migliore tra le vetture a benzina. Dopo un contatto di gara tra la Lola di Jani e l'Audi R18 di Allan McNish, la vettura della scuderia svizzera è stata costretta a fermarsi ai box per sostituire alcune parti della carrozzeria, perdendo così parecchio tempo nei confronti dei rivali. Nei giri successivi, tuttavia, la vettura è riuscita a recuperare lo svantaggio nei confronti della Pescarolo della OAK Racing guidata da Alexandre Prémat, Olivier Pla e Jacques Nicolet, ottenendo così la quarta posizione e assicurandosi i punti necessari per conquistare la terza posizione finale in campionato dietro alle scuderie ufficiali Audi e Peugeot, che partecipavano però con prototipi diesel.
Nel 2012 non è stato rinnovato il contratto di Boullion e al suo posto è stato ingaggiato l'ex pilota ufficiale Aston Martin Harold Premat. Il 31 gennaio è stato confermato Bleekemolen come terzo pilota della vettura numero 13 per la 12 Ore di Sebring, la 6 Ore di Spa-Francorchamps e la 24 Ore di Le Mans, mentre il successivo 2 febbraio è stato ingaggiato l'ex pilota di Formula 1 Nick Heidfeld nello stesso ruolo sulla vettura numero 11. La scuderia si è inizialmente iscritta alla Petit Le Mans con l'obiettivo di vincerla, vista la mancanza di scuderie ufficiali. Dopo aver battagliato nelle prime fasi di gara con la vettura della Milk Pickett Racing, quest'ultima è rimasta coinvolta in un incidente mentre tentava di sorpassare una vettura di una classe inferiore, permettendo alla Rebellion di prendere il comando della corsa e mantenerlo fino alla fine. Successivamente la scuderia si è iscritta al campionato del mondo endurance, nato dopo lo scioglimento della Intercontinental Le Mans Cup. Alla 24 Ore di Le Mans 2012 la vettura numero 12, guidata da Jani, Nicolas Prost e Heidfeld, si è classificata al quarto posto assoluto, risultando ancora una volta la migliore tra quelle a benzina. L'equipaggio Jani-Prost si classificherà inoltre al quarto posto finale in campionato, dietro ai piloti ufficiali Audi e Toyota, mentre Belicchi e Premat chiuderanno all'ottavo posto.

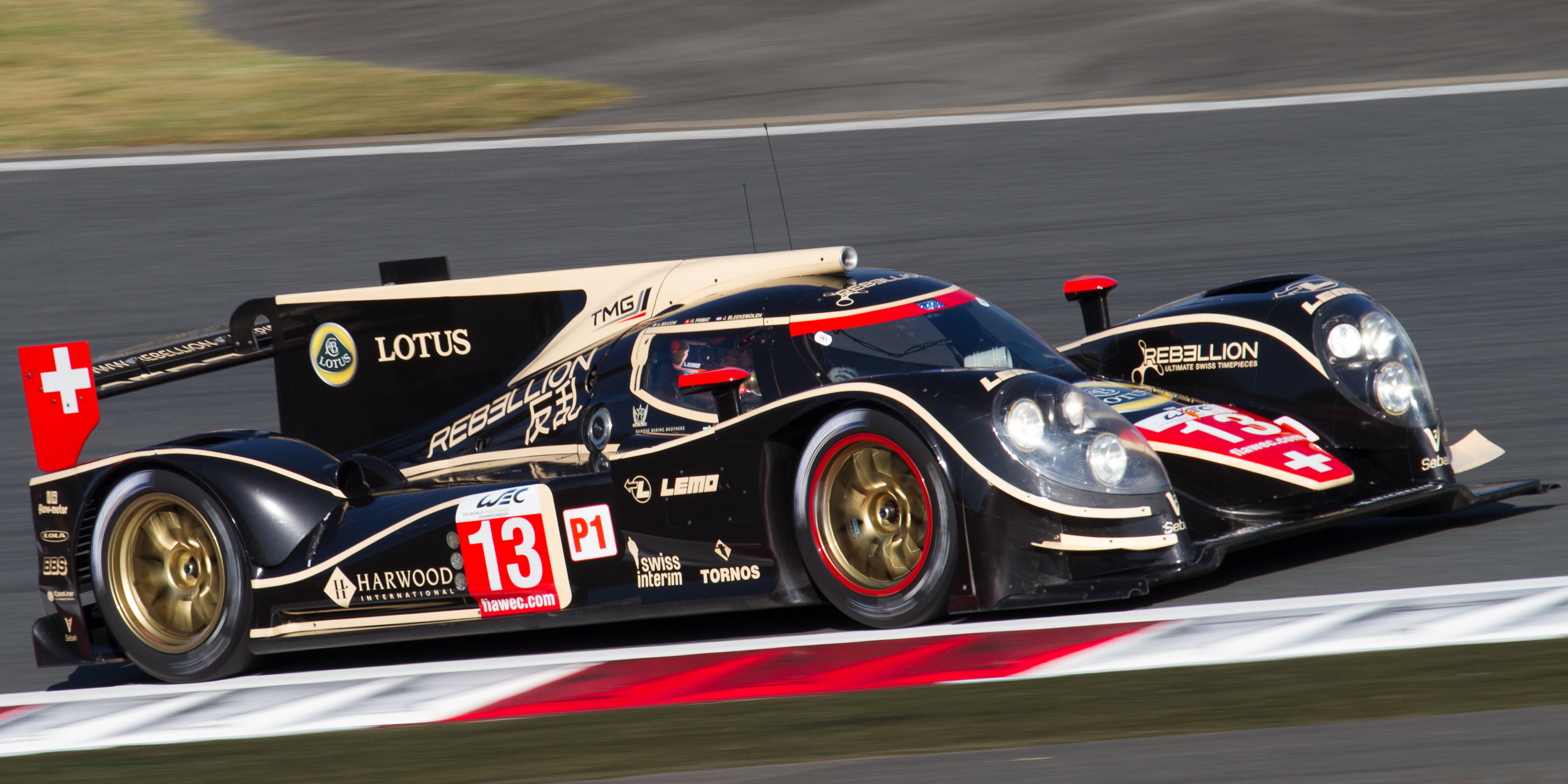
Lola B12/60

Nel 2013 la scuderia si è iscritta al campionato del mondo endurance e alle American Le Mans Series, ma nel luglio dello stesso anno ha scelto di ritirarsi dal campionato americano per concentrarsi sul WEC. A ottobre ha fatto comunque un breve ritorno per disputare la Petit Le Mans, ottenendo la sua seconda vittoria consecutiva dopo che la Muscle Milk Pickett Racing si è nuovamente ritirata nel corso della gara. Alla 24 Ore di Le Mans 2013 le due vetture, pur partite con grandi ambizioni, sono state colpite da diversi problemi tecnici e coinvolte in incidenti. Per questo motivo si sono alla fine classificate rispettivamente al 39º e 40º posto assoluto (7º e 8º posto di classe). Nel WEC, invece, le due Lola hanno permesso alla scuderia di aggiudicarsi il titolo LMP1 riservato ai team privati, dimostrandosi seconde solo alle Audi R18 e alle Toyota TS030 ufficiali.
L'8 giugno 2013 la scuderia ha annunciato l'accordo con la Oreca per lo sviluppo del proprio prototipo LMP1, che verrà poi denominato Rebellion R-One. Le due vetture, equipaggiate con gli stessi motori Toyota precedentemente utilizzati anche sulle Lola, hanno debuttato alla 6 Ore di Spa-Francorchamps per poi essere utilizzate in tutte le restanti gare del WEC. Alla 24 Ore di Le Mans 2014 le due nuove vetture svizzere si sono presentate come uniche esponenti della classe LMP1-L, riservata ai prototipi non ibridi. La gara ha avuto un esito agrodolce. La vettura numero 12, guidata dall'equipaggio composto da Nicolas Prost, Nick Heidfeld e Mathias Beche, si è classificata al quarto posto assoluto, dietro solo alle Audi e alle Toyota ufficiali. La vettura numero 13, invece, è stata costretta al ritiro dopo 73 giri a causa di un guasto allo sterzo. Nel WEC, invece, i due equipaggi si sono classificati rispettivamente al decimo e diciassettesimo posto in classifica generale, aggiudicandosi però il primo e il secondo posto nella classifica riservata alle scuderie LMP1-L.

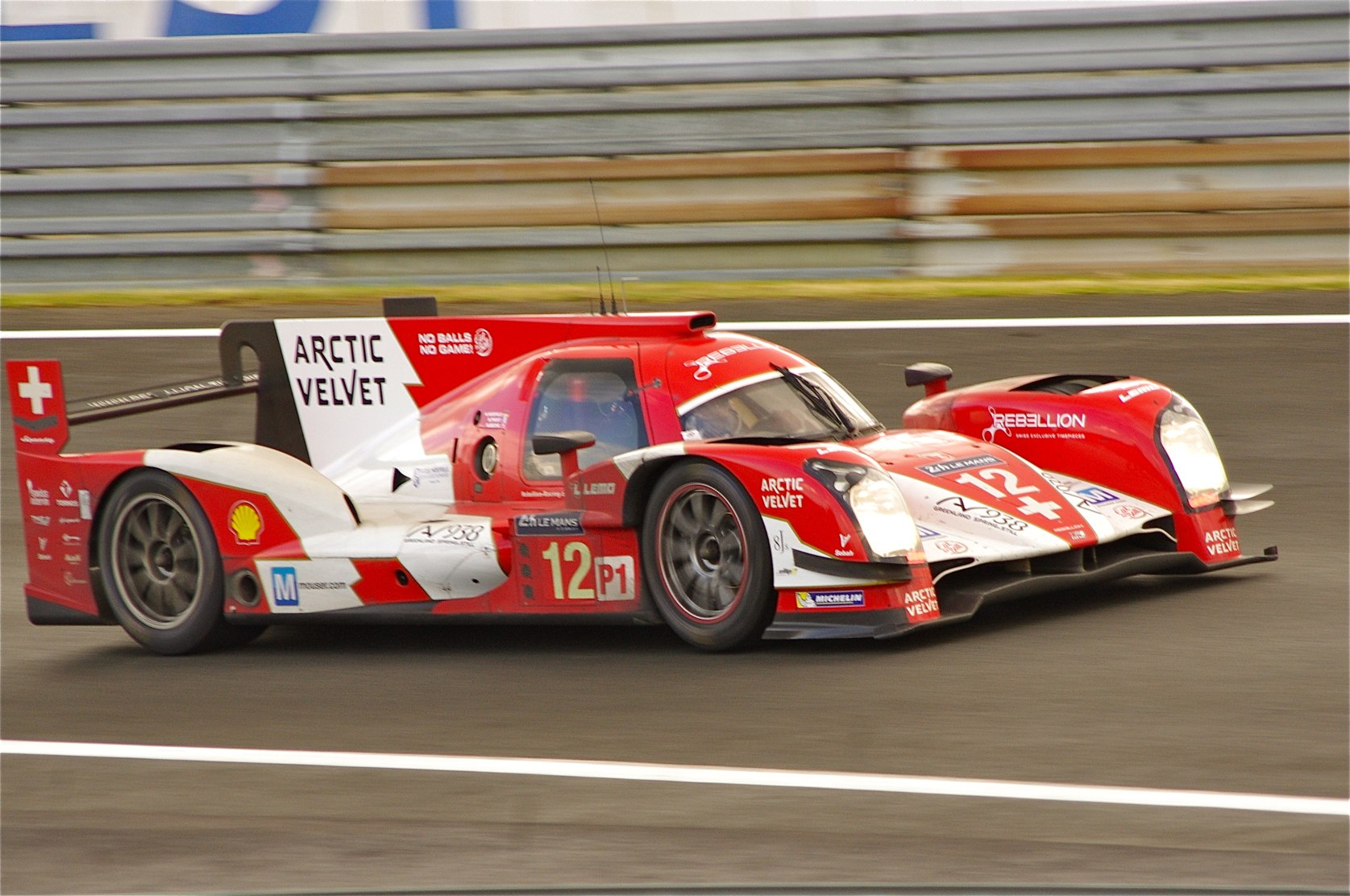
Rebellion R-One

Il 3 febbraio 2015 la scuderia ha annunciato l'accordo con la Advanced Engine Research come nuovo fornitore di motori. I nuovi propulsori AER sono dei 2.4 V6 turbocompressi e sostituiscono i Toyota 3.4 V8 aspirati precedentemente utilizzati. Il 25 marzo 2015 sono stati ingaggiati Alexandre Imperatori e Daniel Abt sulla seconda vettura. La scuderia è stata inoltre costretta a saltare le prime due gare stagionali per completare i lavori necessari all'adattamento delle sue vetture ai nuovi motori, per poi debuttare alla 24 Ore di Le Mans 2015. Nonostante i pochi test effettuati, entrambe le Rebellion sono riuscite a completare la gara, anche se sono state entrambe colpite da numerosi problemi tecnici che hanno permesso loro di classificarsi solamente al 18º e 23º posto assoluto, dietro anche a diversi concorrenti di classi inferiori. A fine stagione si sono classificate rispettivamente al 14º e 25º posto finale nel WEC, aggiudicandosi però le prime due posizioni nella classifica scuderie private LMP1.
Nel 2016 la scuderia ha confermato la iscrizione delle sue due R-One al campionato del mondo endurance. Alla 24 Ore di Le Mans 2016 entrambi i prototipi sono stati ancora una volta colpiti da numerosi problemi di affidabilità. La vettura numero 13 è stata costretta a ritirarsi durante la notte a causa di un guasto agli iniettori mentre era in lotta per la quinta posizione assoluta con una delle Audi R18 ufficiali. La vettura numero 12, invece, è stata costretta ad un lungo pit stop per sostituire un sensore malfunzionante già nei primi giri della gara; successivamente è stata poi costretta a fermarsi nuovamente per sostituire la frizione gli iniettori in via precauzionale dopo quanto successo all'auto gemella. Alla fine si classificherà in 29ª posizione assoluta. A metà stagione, vista la scarsa competitività delle sue vetture, la scuderia ha deciso di ritirare la numero 12 per lavorare sulla competitività in vista della stagione successiva. L'unica vettura rimasta, la numero 13, si è classificata al settimo posto assoluto in campionato.
Il 10 novembre 2016 la scuderia ha annunciato a sorpresa il passaggio alla classe LMP2 a partire dalla stagione 2017, acquistando due Oreca 07. Questo le ha anche permesso di fare ritorno alle competizioni americane, iscrivendosi ad alcune gare del WeatherTech Sportscar Championship in contemporanea al suo programma principale nel WEC. Grazie ad un accordo di sponsorizzazione con la Editions Graton, editore del noto albo a fumetti Michel Vaillant, la scuderia ha portato in pista il nome Vaillante, storica casa automobilistica immaginaria presente nel fumetto. Alla 24 Ore di Le Mans 2017 la vettura numero 13, iscritta nella classe LMP2, ha sfruttato i ritiri della maggior parte delle LMP1 per ottenere il terzo posto assoluto (secondo di classe). Questo sarebbe stato il primo podio nella gara per la scuderia svizzera, ma le ispezioni post gara hanno rilevato un'irregolarità regolamentare sulla vettura e le sono costate la squalifica. Nonostante ciò la Rebellion Racing ha avuto l'opportunità di rifarsi ampiamente nella seconda parte di stagione. La vettura numero 31 ha infatti ottenuto le vittorie di categoria nella 6 Ore del Messico, nella 6 Ore del Fuji, nella 6 Ore di Shanghai e nella 6 Ore del Bahrein, che le hanno inoltre permesso di aggiudicarsi il titolo piloti LMP2.
Nel 2018, in seguito ai ritiri di Audi prima e Porsche poi, il WEC è stato unificato in un'unica superstagione 2018-2019. La scuderia, nel frattempo, ha annunciato il suo ritorno alla classe LMP1 dopo una sola stagione. Il nuovo prototipo, denominato Rebellion R13, è stato ancora una volta progettato dalla francese Oreca. La nuova stagione visto l'entrata nella classe LMP1 di diversi nuovi concorrenti non ufficiali con prototipi non ibridi, tra i quali la SMP Racing e la DragonSpeed, con rispettivamente due e una BR Engineering BR1, e la CEFC TRSM Racing con due Ginetta G60-LT-P1. Alla 24 Ore di Le Mans 2018 le due nuove vetture si sono immediatamente dimostrate competitive, completando la gara senza particolari problemi e ottenendo il terzo e quarto posto assoluto dietro solo alle due Toyota TS050 ufficiali, mentre i rivali sono stati colpiti tutti da problemi tecnici di vario tipo. L'anno successivo, alla 24 Ore di Le Mans 2019, che è stata anche la gara finale della superstagione 2018-2019, le due Rebellion si sono classificate al quarto e quinto posto assoluto, superate, oltre che dalle Toyota, anche da una BR della SMP Racing. Nonostante ciò si sono classificate al terzo e quinto posto finale in campionato e al secondo tra le scuderie (dietro solo alla già citata Toyota. Durante questa stagione, inoltre, la scuderia è riuscita ad ottenere la prima vittoria assoluta nella sua storia alla 6 Ore di Silverstone in seguito alla squalifica delle due Toyota ufficiali.

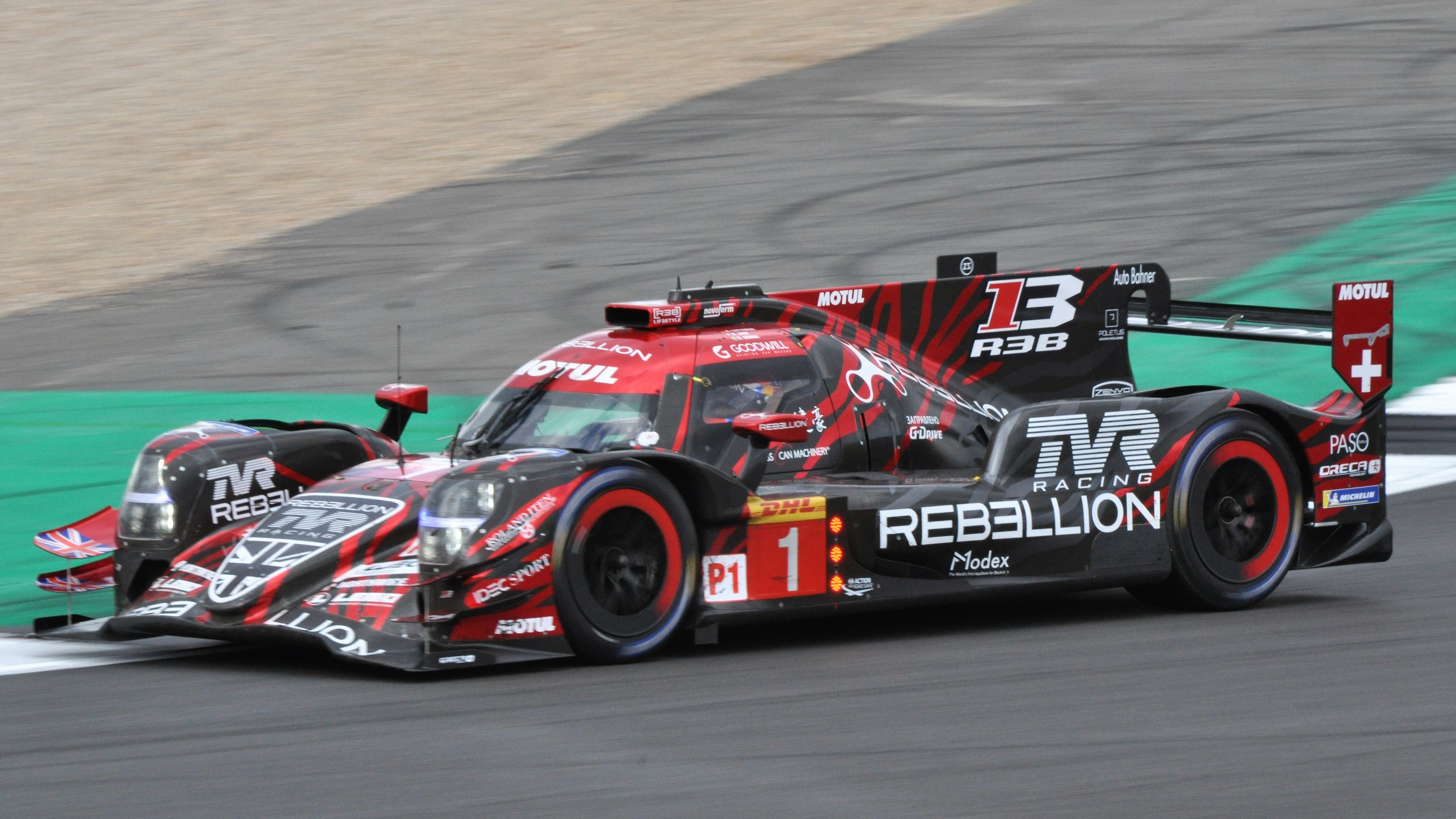
Rebellion R13

Nella superstagione 2019-2020 la scuderia è stata costretta, per motivi di sponsorizzazione, a iscrivere una sola vettura. Nonostante ciò la scuderia ha ottenuto i migliori risultati della sua storia, realizzando pole position e vittoria alla 4 Ore di Shanghai e alla Lone Star Le Mans, diventando la prima scuderia privata nella storia del WEC ad ottenere pole position e vittoria assoluta. Il 4 dicembre 2019 la Rebellion Racing ha poi stretto un accordo con Peugeot, nell'ambito del quale la scuderia svizzera sarebbe diventata il team ufficiale del costruttore francese a partire dalla stagione 2022. Il successivo 18 febbraio, tuttavia, la Rebellion Corporaton, società proprietaria della Rebellion Racing, ha annunciato l'intenzione di chiudere la scuderia al termine della stagione. Alla 24 Ore di Le Mans 2020, posticipata a causa della pandemia di COVID-19, sono state iscritte due vetture, che, con un secondo e un quarto posto assoluto, hanno ottenuto il miglior risultato di sempre per la Rebellion nella storia della gara. A pochi giorni da questo risultato la scuderia, vista l'impossibilità di raggiungere in classifica le due Toyota, ha annunciato l'intenzione di ritirarsi dal WEC con una gara d'anticipo sulla sua naturale scadenza, chiudendo così i battenti dopo 10 anni di attività.

## Risultati

### Le Mans Series
| Anno | Classe | Vettura     | Pilota                   | 1      | 2       | 3      | 4       | 5      | PP  | Punti | PS | Punti |
| ---- | ------ | ----------- | ------------------------ | ------ | ------- | ------ | ------- | ------ | --- | ----- | -- | ----- |
| 2010 | LMP1   | Lola B10/60 | Nicolas Prost            | LEC 11 | SPA Rit | ALG 2  | HUN 8   | SIL 5  | 7°  | 52    | 3° | 53    |
| 2010 | LMP1   | Lola B10/60 | Neel Jani                | LEC 11 | SPA Rit | ALG 2  | HUN 8   | SIL 5  | 7°  | 52    | 3° | 53    |
| 2010 | LMP1   | Lola B10/60 | Andrea Belicchi          | LEC 3  | SPA 11  | ALG 20 | HUN Rit | SIL 37 | 10° | 44    | 5° | 44    |
| 2010 | LMP1   | Lola B10/60 | Jean-Christophe Boullion | LEC 3  | SPA 11  | ALG 20 | HUN Rit | SIL 37 | 10° | 44    | 5° | 44    |
| 2010 | LMP1   | Lola B10/60 | Guy Smith                | LEC 3  | SPA     | ALG    | HUN     | SIL    | 19° | 23    | 5° | 44    |
| 2011 | LMP1   | Lola B10/60 | Nicolas Prost            | LEC 7  | SPA 7   | IMO 6  | SIL Rit | EST 20 | 3°  | 37    | 1° | 51    |
| 2011 | LMP1   | Lola B10/60 | Neel Jani                | LEC 7  | SPA 7   | IMO 6  | SIL Rit | EST 20 | 3°  | 37    | 1° | 51    |
| 2011 | LMP1   | Lola B10/60 | Andrea Belicchi          | LEC 2  | SPA 9   | IMO 5  | SIL 4   | EST 2  | 2°  | 47    | 1° | 51    |
| 2011 | LMP1   | Lola B10/60 | Jean-Christophe Boullion | LEC 2  | SPA 9   | IMO 5  | SIL 4   | EST 2  | 2°  | 47    | 1° | 51    |

### Intercontinental Le Mans Cup
| Anno | Classe | Vettura     | Pilota                   | 1      | 2     | 3     | 4     | 5       | 6     | 7     | PS | Punti |
| ---- | ------ | ----------- | ------------------------ | ------ | ----- | ----- | ----- | ------- | ----- | ----- | -- | ----- |
| 2010 | LMP1   | Lola B10/60 | Nicolas Prost            | SIL 5  | ATL   | ZHU   |       |         |       |       | NC | 0     |
| 2010 | LMP1   | Lola B10/60 | Neel Jani                | SIL 5  | ATL   | ZHU   |       |         |       |       | NC | 0     |
| 2010 | LMP1   | Lola B10/60 | Andrea Belicchi          | SIL 37 | ATL   | ZHU   |       |         |       |       | NC | 0     |
| 2010 | LMP1   | Lola B10/60 | Jean-Christophe Boullion | SIL 37 | ATL   | ZHU   |       |         |       |       | NC | 0     |
| 2011 | LMP1   | Lola B10/60 | Nicolas Prost            | SEB 7  | SPA 7 | LMS 6 | IMO 6 | SIL Rit | ATL 5 | ZHU 4 | 3° | 50    |
| 2011 | LMP1   | Lola B10/60 | Neel Jani                | SEB 7  | SPA 7 | LMS 6 | IMO 6 | SIL Rit | ATL 5 | ZHU 4 | 3° | 50    |
| 2011 | LMP1   | Lola B10/60 | Jeroen Bleekemolen       | SEB 7  | SPA   | LMS 6 | IMO   | SIL     | ATL   | ZHU   | 3° | 50    |
| 2011 | LMP1   | Lola B10/60 | Andrea Belicchi          | SEB    | SPA   | LMS   | IMO   | SIL     | ATL 5 | ZHU   | 3° | 50    |

### Campionato del mondo endurance
| Anno      | Classe | Vettura         | Pilota                   | 1       | 2       | 3       | 4       | 5      | 6       | 7       | 8       | 9     | PP  | Punti | PS | Punti |
| --------- | ------ | --------------- | ------------------------ | ------- | ------- | ------- | ------- | ------ | ------- | ------- | ------- | ----- | --- | ----- | -- | ----- |
| 2012      | LMP1   | Lola B12/60     | Nicolas Prost            | SEB 17  | SPA 4   | LMS 3   | SIL 6   | SPL 4  | BHR 4   | FUJ 4   | SHA Rit |       | 4°  | 86,5  | 1° | 205   |
| 2012      | LMP1   | Lola B12/60     | Neel Jani                | SEB 17  | SPA 4   | LMS 3   | SIL 6   | SPL 4  | BHR 4   | FUJ 4   | SHA Rit |       | 4°  | 86,5  | 1° | 205   |
| 2012      | LMP1   | Lola B12/60     | Nick Heidfeld            | SEB 17  | SPA 4   | LMS 3   | SIL     | SPL    | BHR     | FUJ     | SHA     |       | 14° | 42,5  | 1° | 205   |
| 2012      | LMP1   | Lola B12/60     | Andrea Belicchi          | SEB 19  | SPA 5   | LMS 9   | SIL 4   | SPL 6  | BHR 5   | FUJ 7   | SHA 4   |       | 8°  | 62,5  | 1° | 205   |
| 2012      | LMP1   | Lola B12/60     | Harold Primat            | SEB 19  | SPA 5   | LMS 9   | SIL 4   | SPL 6  | BHR 5   | FUJ 7   | SHA 4   |       | 8°  | 62,5  | 1° | 205   |
| 2012      | LMP1   | Lola B12/60     | Jeroen Bleekemolen       | SEB 19  | SPA     | LMS 9   | SIL     | SPL    | BHR     | FUJ     | SHA     |       | 45° | 4,5   | 1° | 205   |
| 2012      | LMP1   | Lola B12/60     | Cheng Congfu             | SEB     | SPA     | LMS     | SIL     | SPL    | BHR     | FUJ     | SHA 4   |       | 24° | 12    | 1° | 205   |
| 2013      | LMP1   | Lola B12/60     | Nicolas Prost            | SIL 5   | SPA 5   | LMS 12  | SPL 3   | CDA 4  | FUJ     | SHA 4   | BHR Rit |       | 6°  | 60    | 1° | 173,5 |
| 2013      | LMP1   | Lola B12/60     | Neel Jani                | SIL 5   | SPA 5   | LMS 12  | SPL     | CDA    | FUJ     | SHA     | BHR     |       | 16° | 21    | 1° | 173,5 |
| 2013      | LMP1   | Lola B12/60     | Nick Heidfeld            | SIL 5   | SPA 5   | LMS 12  | SPL 3   | CDA 4  | FUJ     | SHA     | BHR     |       | 8°  | 48    | 1° | 173,5 |
| 2013      | LMP1   | Lola B12/60     | Mathias Beche            | SIL 6   | SPA 6   | LMS 16  | SPL 3   | CDA 4  | FUJ 3   | SHA 4   | BHR Rit |       | 5°  | 63,5  | 1° | 173,5 |
| 2013      | LMP1   | Lola B12/60     | Andrea Belicchi          | SIL 6   | SPA 6   | LMS 16  | SPL     | CDA    | FUJ 3   | SHA 4   | BHR Rit |       | 13° | 36,5  | 1° | 173,5 |
| 2013      | LMP1   | Lola B12/60     | Cheng Congfu             | SIL 6   | SPA 6   | LMS 16  | SPL     | CDA    | FUJ     | SHA     | BHR     |       | 18° | 17    | 1° | 173,5 |
| 2014      | LMP1   | Rebellion R-One | Nicolas Prost            | SIL 4   | SPA 7   | LMS 4   | CDA 7   | FUJ 12 | SHA 7   | BHR 7   | SPL 8   |       | 10° | 64,5  | 1° | 204   |
| 2014      | LMP1   | Rebellion R-One | Mathias Beche            | SIL 4   | SPA 7   | LMS 4   | CDA 7   | FUJ 12 | SHA 7   | BHR 7   | SPL 8   |       | 10° | 64,5  | 1° | 204   |
| 2014      | LMP1   | Rebellion R-One | Nick Heidfeld            | SIL 4   | SPA 7   | LMS 4   | CDA 7   | FUJ 12 | SHA 7   | BHR 7   | SPL 8   |       | 10° | 64,5  | 1° | 204   |
| 2014      | LMP1   | Rebellion R-One | Fabio Leimer             | SIL Rit | SPA Rit | LMS Rit | CDA Rit | FUJ 10 | SHA 8   | BHR 6   | SPL 7   |       | 17° | 19    | 2° | 93    |
| 2014      | LMP1   | Rebellion R-One | Dominik Kraihamer        | SIL Rit | SPA Rit | LMS Rit | CDA Rit | FUJ 10 | SHA 8   | BHR 6   | SPL 7   |       | 17° | 19    | 2° | 93    |
| 2014      | LMP1   | Rebellion R-One | Andrea Belicchi          | SIL Rit | SPA Rit | LMS Rit | CDA Rit | FUJ 10 | SHA 8   | BHR 6   | SPL 7   |       | 17° | 19    | 2° | 93    |
| 2015      | LMP1   | Rebellion R-One | Nicolas Prost            | SIL     | SPA     | LMS 19  | NÜR 16  | CDA 15 | FUJ 7   | SHA 7   | BHR 14  |       | 14° | 14,5  | 1° | 134   |
| 2015      | LMP1   | Rebellion R-One | Mathias Beche            | SIL     | SPA     | LMS 19  | NÜR 16  | CDA 15 | FUJ 7   | SHA 7   | BHR 14  |       | 14° | 14,5  | 1° | 134   |
| 2015      | LMP1   | Rebellion R-One | Nick Heidfeld            | SIL     | SPA     | LMS 19  | NÜR 16  | CDA 15 | FUJ     | SHA     | BHR     |       | 29° | 2     | 1° | 134   |
| 2015      | LMP1   | Rebellion R-One | Dominik Kraihamer        | SIL     | SPA     | LMS 17  | NÜR Rit | CDA 14 | FUJ 16  | SHA Rit | BHR 11  |       | 25° | 2,5   | 2° | 108   |
| 2015      | LMP1   | Rebellion R-One | Alexandre Imperatori     | SIL     | SPA     | LMS 17  | NÜR Rit | CDA 14 | FUJ 16  | SHA Rit | BHR 11  |       | 25° | 2,5   | 2° | 108   |
| 2015      | LMP1   | Rebellion R-One | Daniel Abt               | SIL     | SPA     | LMS 17  | NÜR Rit | CDA 14 | FUJ 16  | SHA     | BHR     |       | 28° | 2     | 2° | 108   |
| 2015      | LMP1   | Rebellion R-One | Mathéo Tuscher           | SIL     | SPA     | LMS     | NÜR     | CDA    | FUJ     | SHA Rit | BHR 11  |       | 32° | 0,5   | 2° | 108   |
| 2016      | LMP1   | Rebellion R-One | Nicolas Prost            | SIL 4   | SPA 4   | LMS 13  | NÜR 17  | MES    | CDA     | FUJ     | SHA     | BHR   | 14° | 25,5  | 3° | 104   |
| 2016      | LMP1   | Rebellion R-One | Nick Heidfeld            | SIL 4   | SPA 4   | LMS 13  | NÜR 17  | MES    | CDA     | FUJ     | SHA     | BHR   | 14° | 25,5  | 3° | 104   |
| 2016      | LMP1   | Rebellion R-One | Nelson Piquet Jr.        | SIL 4   | SPA 4   | LMS 13  | NÜR     | MES    | CDA     | FUJ     | SHA     | BHR   | 15° | 25    | 3° | 104   |
| 2016      | LMP1   | Rebellion R-One | Mathias Beche            | SIL     | SPA     | LMS     | NÜR 17  | MES    | CDA     | FUJ     | SHA     | BHR   | 41° | 0,5   | 3° | 104   |
| 2016      | LMP1   | Rebellion R-One | Dominik Kraihamer        | SIL 3   | SPA 3   | LMS Rit | NÜR 7   | MES 5  | CDA 7   | FUJ 6   | SHA 17  | BHR 7 | 7°  | 66,5  | 1° | 193   |
| 2016      | LMP1   | Rebellion R-One | Alexandre Imperatori     | SIL 3   | SPA 3   | LMS Rit | NÜR 7   | MES 5  | CDA 7   | FUJ 6   | SHA 17  | BHR 7 | 7°  | 66,5  | 1° | 193   |
| 2016      | LMP1   | Rebellion R-One | Mathéo Tuscher           | SIL 3   | SPA 3   | LMS Rit | NÜR 7   | MES 5  | CDA 7   | FUJ 6   | SHA 17  | BHR 7 | 7°  | 66,5  | 1° | 193   |
| 2017      | LMP2   | Oreca 07        | Bruno Senna              | SIL 5   | SPA 8   | LMS 16  | NÜR 6   | MES 5  | CDA 7   | FUJ 5   | SHA 5   | BHR 5 | 1°  | 186   | 1° | 186   |
| 2017      | LMP2   | Oreca 07        | Julien Canal             | SIL 5   | SPA 8   | LMS 16  | NÜR 6   | MES 5  | CDA 7   | FUJ 5   | SHA 5   | BHR 5 | 1°  | 186   | 1° | 186   |
| 2017      | LMP2   | Oreca 07        | Nicolas Prost            | SIL 5   | SPA 8   | LMS 16  | NÜR     | MES 5  | CDA 7   | FUJ 5   | SHA 5   | BHR 5 | 3°  | 168   | 1° | 186   |
| 2017      | LMP2   | Oreca 07        | Filipe Albuquerque       | SIL     | SPA     | LMS     | NÜR 6   | MES    | CDA     | FUJ     | SHA     | BHR   | 22° | 18    | 1° | 186   |
| 2017      | LMP2   | Oreca 07        | Mathias Beche            | SIL 12  | SPA 10  | LMS SQ  | NÜR 8   | MES 9  | CDA 6   | FUJ SQ  | SHA 7   | BHR 7 | 8°  | 85    | 4° | 85    |
| 2017      | LMP2   | Oreca 07        | David Heinemeier Hansson | SIL 12  | SPA 10  | LMS SQ  | NÜR 8   | MES 9  | CDA 6   | FUJ SQ  | SHA 7   | BHR 7 | 8°  | 85    | 4° | 85    |
| 2017      | LMP2   | Oreca 07        | Nelson Piquet Jr.        | SIL 12  | SPA 10  | LMS SQ  | NÜR     | MES 9  | CDA 6   | FUJ SQ  | SHA 7   | BHR 7 | 12° | 73    | 4° | 85    |
| 2017      | LMP2   | Oreca 07        | Pipo Derani              | SIL     | SPA     | LMS     | NÜR 8   | MES    | CDA     | FUJ     | SHA     | BHR   | 23° | 12    | 4° | 85    |
| 2018-2019 | LMP1   | Rebellion R13   | Gustavo Menezes          | SPA 3   | LMS 3   | SIL 1   | FUJ Rit | SHA 5  | SEB 7   | SPA 2   | LMS 5   |       | 3°  | 114   | 2° | 134   |
| 2018-2019 | LMP1   | Rebellion R13   | Thomas Laurent           | SPA 3   | LMS 3   | SIL 1   | FUJ Rit | SHA 5  | SEB 7   | SPA 2   | LMS 5   |       | 3°  | 114   | 2° | 134   |
| 2018-2019 | LMP1   | Rebellion R13   | Mathias Beche            | SPA 3   | LMS 3   | SIL 1   | FUJ Rit | SHA 5  | SEB Rit | SPA     | LMS     |       | 6°  | 73    | 2° | 134   |
| 2018-2019 | LMP1   | Rebellion R13   | Nathanaël Berthon        | SPA 10  | LMS 7   | SIL     | FUJ     | SHA    | SEB 7   | SPA 2   | LMS 5   |       | 9°  | 51    | 2° | 134   |
| 2018-2019 | LMP1   | Rebellion R13   | Neel Jani                | SPA SQ  | LMS 4   | SIL 2   | FUJ 3   | SHA 4  | SEB Rit | SPA 5   | LMS 4   |       | 5°  | 91    | 2° | 134   |
| 2018-2019 | LMP1   | Rebellion R13   | André Lotterer           | SPA SQ  | LMS 4   | SIL 2   | FUJ 3   | SHA 4  | SEB Rit | SPA 5   | LMS 4   |       | 5°  | 91    | 2° | 134   |
| 2018-2019 | LMP1   | Rebellion R13   | Bruno Senna              | SPA SQ  | LMS 4   | SIL     | FUJ 3   | SHA 4  | SEB Rit | SPA 5   | LMS 4   |       | 7°  | 73    | 2° | 134   |
| 2019-2020 | LMP1   | Rebellion R13   | Gustavo Menezes          | SIL 9   | FUJ 3   | SHA 1   | BHR 3   | CDA 1  | SPA 3   | LMS 2   | BHR     |       | 3°  | 145   | 2° | 145   |
| 2019-2020 | LMP1   | Rebellion R13   | Bruno Senna              | SIL 9   | FUJ 3   | SHA 1   | BHR 3   | CDA 1  | SPA 3   | LMS 2   | BHR     |       | 3°  | 145   | 2° | 145   |
| 2019-2020 | LMP1   | Rebellion R13   | Norman Nato              | SIL 9   | FUJ 3   | SHA 1   | BHR 3   | CDA 1  | SPA 3   | LMS 2   | BHR     |       | 3°  | 145   | 2° | 145   |
| 2019-2020 | LMP1   | Rebellion R13   | Nathanaël Berthon        | SIL 3   | FUJ     | SHA     | BHR     | CDA    | SPA     | LMS 4   | BHR     |       | NC  | 0     | 2° | 145   |
| 2019-2020 | LMP1   | Rebellion R13   | Loïc Duval               | SIL 3   | FUJ     | SHA     | BHR     | CDA    | SPA     | LMS     | BHR     |       | NC  | 0     | 2° | 145   |
| 2019-2020 | LMP1   | Rebellion R13   | Pipo Derani              | SIL 3   | FUJ     | SHA     | BHR     | CDA    | SPA     | LMS     | BHR     |       | NC  | 0     | 2° | 145   |
| 2019-2020 | LMP1   | Rebellion R13   | Romain Dumas             | SIL     | FUJ     | SHA     | BHR     | CDA    | SPA     | LMS 4   | BHR     |       | NC  | 0     | 2° | 145   |
| 2019-2020 | LMP1   | Rebellion R13   | Louis Delétraz           | SIL     | FUJ     | SHA     | BHR     | CDA    | SPA     | LMS 4   | BHR     |       | NC  | 0     | 2° | 145   |

### American Le Mans Series
| Anno | Classe | Vettura     | Pilota             | 1     | 2     | 3     | 4   | 5   | 6   | 7   | 8   | 9     | 10     | PP | Punti | PS | Punti |
| ---- | ------ | ----------- | ------------------ | ----- | ----- | ----- | --- | --- | --- | --- | --- | ----- | ------ | -- | ----- | -- | ----- |
| 2011 | LMP1   | Lola B10/60 | Neel Jani          | SEB 7 | LBH   | LMP   | MOS | MDO | ROA | BAL | LGA | ATL 5 |        | NC | 0     | NC | 0     |
| 2011 | LMP1   | Lola B10/60 | Nicolas Prost      | SEB 7 | LBH   | LMP   | MOS | MDO | ROA | BAL | LGA | ATL 5 |        | NC | 0     | NC | 0     |
| 2011 | LMP1   | Lola B10/60 | Jeroen Bleekemolen | SEB 7 | LBH   | LMP   | MOS | MDO | ROA | BAL | LGA | ATL   |        | NC | 0     | NC | 0     |
| 2011 | LMP1   | Lola B10/60 | Andrea Belicchi    | SEB   | LBH   | LMP   | MOS | MDO | ROA | BAL | LGA | ATL 5 |        | NC | 0     | NC | 0     |
| 2012 | LMP1   | Lola B12/60 | Neel Jani          | SEB   | LBH   | LGA   | LMP | MOS | MDO | ROA | BAL | VIR   | ATL 1  | NC | 0     | NC | 0     |
| 2012 | LMP1   | Lola B12/60 | Nicolas Prost      | SEB   | LBH   | LGA   | LMP | MOS | MDO | ROA | BAL | VIR   | ATL 1  | NC | 0     | NC | 0     |
| 2012 | LMP1   | Lola B12/60 | Andrea Belicchi    | SEB   | LBH   | LGA   | LMP | MOS | MDO | ROA | BAL | VIR   | ATL 1  | NC | 0     | NC | 0     |
| 2013 | LMP1   | Lola B12/60 | Neel Jani          | SEB 3 | LBH 2 | LGA 2 | LMP | MOS | MDO | ROA | BAL | VIR   | ATL 1  | 2° | 82    | 3° | 82    |
| 2013 | LMP1   | Lola B12/60 | Nick Heidfeld      | SEB 3 | LBH 2 | LGA 2 | LMP | MOS | MDO | ROA | BAL | VIR   | ATL 1  | 2° | 82    | 3° | 82    |
| 2013 | LMP1   | Lola B12/60 | Nicolas Prost      | SEB 3 | LBH   | LGA   | LMP | MOS | MDO | ROA | BAL | VIR   | ATL 1  | 5° | 48    | 3° | 82    |
| 2013 | LMP1   | Lola B12/60 | Mathias Beche      | SEB   | LBH   | LGA   | LMP | MOS | MDO | ROA | BAL | VIR   | ATL NP | NC | 0     | 3° | 82    |
| 2013 | LMP1   | Lola B12/60 | Andrea Belicchi    | SEB   | LBH   | LGA   | LMP | MOS | MDO | ROA | BAL | VIR   | ATL NP | NC | 0     | 3° | 82    |
| 2013 | LMP1   | Lola B12/60 | Cheng Congfu       | SEB   | LBH   | LGA   | LMP | MOS | MDO | ROA | BAL | VIR   | ATL NP | NC | 0     | 3° | 82    |

### WeatherTech SportsCar Championship
| Anno | Classe    | Vettura  | Pilota            | 1     | 2     | 3   | 4   | 5   | 6   | 7   | 8   | 9   | 10  | 11  | 12    | PP  | Punti | PS  | Punti |
| ---- | --------- | -------- | ----------------- | ----- | ----- | --- | --- | --- | --- | --- | --- | --- | --- | --- | ----- | --- | ----- | --- | ----- |
| 2017 | Prototype | Oreca 07 | Nick Heidfeld     | DAY 8 | SEB 9 | LBH | AUS | BEL | WGL | MOS | LMP | ROA | VIR | LGA | ATL 8 | 22° | 68    | 11° | 68    |
| 2017 | Prototype | Oreca 07 | Neel Jani         | DAY 8 | SEB 9 | LBH | AUS | BEL | WGL | MOS | LMP | ROA | VIR | LGA | ATL   | 26° | 45    | 11° | 68    |
| 2017 | Prototype | Oreca 07 | Sébastien Buemi   | DAY 8 | SEB 9 | LBH | AUS | BEL | WGL | MOS | LMP | ROA | VIR | LGA | ATL   | 26° | 45    | 11° | 68    |
| 2017 | Prototype | Oreca 07 | Stéphane Sarrazin | DAY 8 | SEB   | LBH | AUS | BEL | WGL | MOS | LMP | ROA | VIR | LGA | ATL   | 33° | 23    | 11° | 68    |
| 2017 | Prototype | Oreca 07 | Mathias Beche     | DAY 5 | SEB   | LBH | AUS | BEL | WGL | MOS | LMP | ROA | VIR | LGA | ATL 8 | 24° | 49    | 11° | 68    |
| 2017 | Prototype | Oreca 07 | Gustavo Menezes   | DAY   | SEB   | LBH | AUS | BEL | WGL | MOS | LMP | ROA | VIR | LGA | ATL 8 | 35° | 23    | 11° | 68    |